# Đảo Mozambique
Đảo Mozambique (tiếng Bồ Đào Nha: Ilha de Moçambique) nằm ngoài khơi phía bắc Mozambique, giữa Eo biển Mozambique và vịnh Mossuril, thuộc tỉnh Nampula. Trước năm 1898, đây là thủ đô của thuộc địa Đông Phi của Bồ Đào Nha. Với lịch sử lâu đời và những bãi biển cát trắng, đây là một trong những địa điểm du lịch phát triển nhanh nhất tại Mozambique, một Di sản thế giới được UNESCO công nhận từ năm 1991. Hòn đảo có chiều dài khoảng 3 km và rộng từ 200-500 mét có dân số thường trú là 14.000 người chủ yếu sống ở thị trấn Makuti ở cuối phía nam hòn đảo, trong khi các tòa nhà lịch sử nằm ở phía bắc. Đảo Mozambique được phục vụ bởi Sân bay Lumbo nằm trên lục địa thuộc tỉnh Nampula.

## Lịch sử
Đồ gốm được tìm thấy trên đảo  chỉ ra rằng thị trấn được thành lập từ trước thế kỷ 14. Theo truyền miệng thì những người dân gốc trên đảo là người Swahili đến từ Kilwa. Vào thế kỷ 15, những nhà cai trị thị trấn đã liên minh với Angoche và Quelimane. Năm 1514, Duarte Barbosa đã nói về việc thị trấn có dân số là những người Hồi giáo và họ nói cùng một phương ngữ tiếng Swahili như Angoche.
Tên của hòn đảo (tiếng Bồ Đào Nha: Moçambique, phát âm [musɐ̃ˈbiki]) có nguồn gốc từ Ali Musa Mbiki (Mussa Bin Bique), Sultan của hòn đảo trong thời của Vasco da Gama. Tên này sau đó được lấy để đặt cho đất nước Mozambique ngày nay và hòn đảo được đổi thành Ilha de Moçambique (Đảo Mozambique). Người Bồ Đào Nha đã thành lập một cảng biển và căn cứ hải quân vào năm 1507 trên đảo, cùng với đó là cho xây dựng Nhà nguyện Nossa Senhora de Baluarte vào năm 1522, hiện được coi là tòa nhà châu Âu lâu đời nhất Nam Bán cầu.
Trong thế kỷ 16, Pháo đài São Sebastião được xây dựng và khu định cư Bồ Đào Nha nay là Thị trấn Đá Mozambique trở thành thủ đô của Đông Phi Bồ Đào Nha. Hòn đảo cũng trở thành một trung tâm truyền giáo quan trọng. Nó chống chọi lại các cuộc tấn công của Hà Lan vào năm 1607 và 1608 và vẫn là một vị trí quan trọng đối với người Bồ Đào Nha trong các chuyến đi đến Ấn Độ. Thị trấn là điểm chuyển giao việc buôn bán nô lệ, gia vị và vàng.
Ngoài các công sự, chỉ có một nửa thị trấn được xây dựng bằng đá. Bệnh viện và một tòa nhà tân cổ điển hoành tráng được xây dựng vào năm 1877 bởi người Bồ Đào Nha, với một khu vườn được trang trí với ao và đài phun nước, được sơn lại màu trắng sau Nội chiến Mozambique. Trong nhiều năm, đây là bệnh viện lớn nhất phía nam Sahara.
Với việc kênh đào Suez được đưa vào hoạt động, vai trò của hòn đảo dần suy yếu. Năm 1898, thủ đô được chuyển đến Lourenço Marques, nay là Maputo nằm trên đất liền. Đến giữa thế kỷ 20, bến cảng mới của Nacala đã chiếm phần lớn các hoạt động kinh doanh còn lại.

## Điểm tham quan
Các tòa nhà đáng chú ý khác trên đảo là cung điện và nhà nguyện São Paulo được xây dựng vào năm 1610 với tư cách là một trường dòng Tên, và sau đó được sử dụng làm dinh Thống đốc ngày nay là một bảo tàng. Bảo tàng Nghệ thuật Linh thiêng nằm trong Nhà thờ Misericórdia là một địa điểm đáng chú ý với cây thánh giá linh thiêng của người Makonde. Một số địa điểm khác gồm nhà thờ Santo António, nhà nguyện Nossa Senhora de Baluarte. Hòn đảo hiện đã được đô thị hóa hoàn toàn với nhiều nhà thờ Hồi giáo, một đền thờ Hindu giáo, và cây Cầu Đảo Mozambique dài 3,8 km nối với đất liền được xây dựng vào những năm 1960.
Ngoài ra, hòn đảo cũng gần với hai địa danh du lịch nổi tiếng là bãi biển Chocas Mar nằm cách hòn đảo 40 km về phía bắc qua vịnh Mossuril và Cabaceiras.

## Hình ảnh

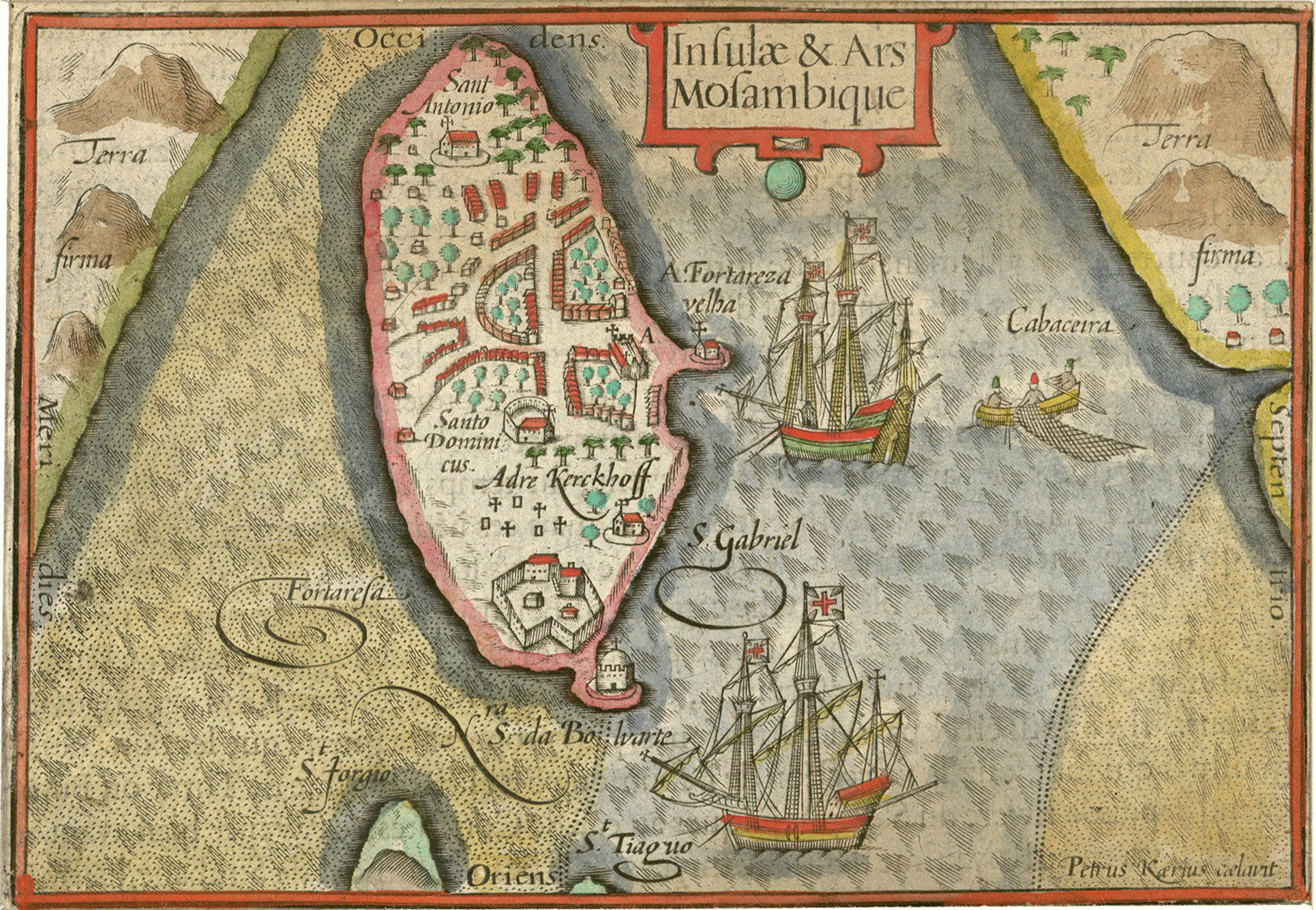
Bản đồ của Pieter van den Keere năm 1598
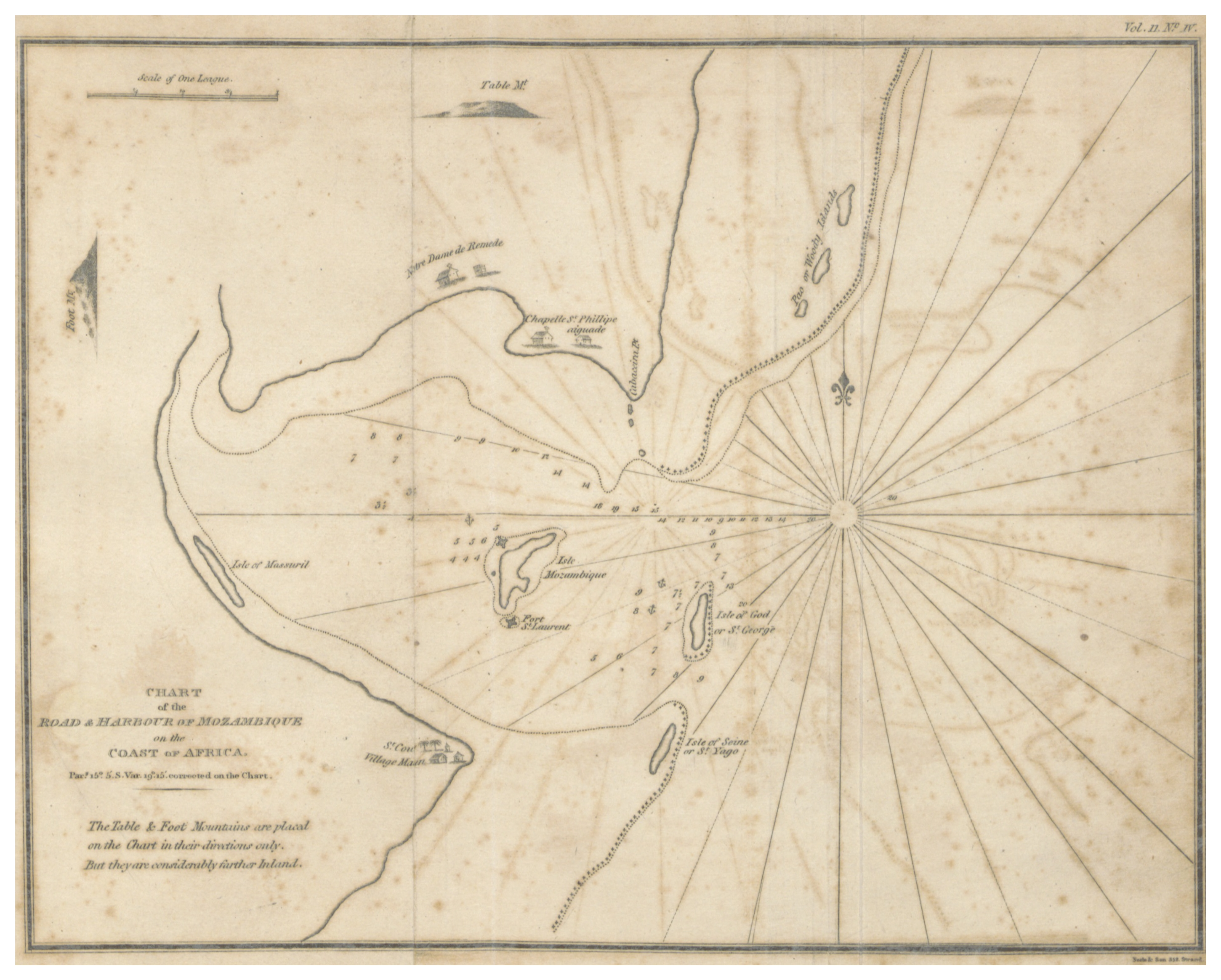
Biểu đồ bến cảng năm 1810
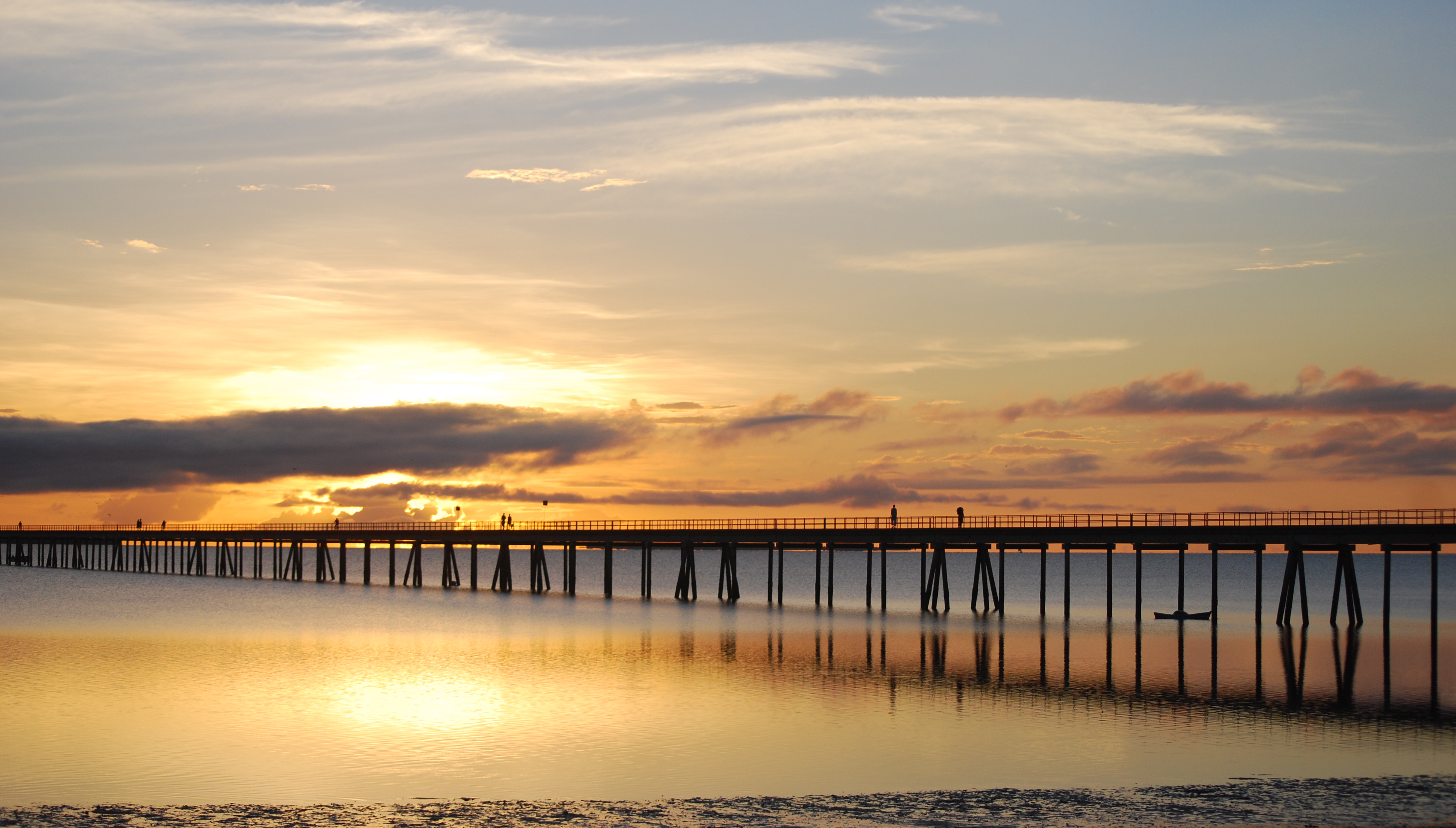
Cầu Đảo Mozambique dài 3,8 kilômét (2,4 mi)
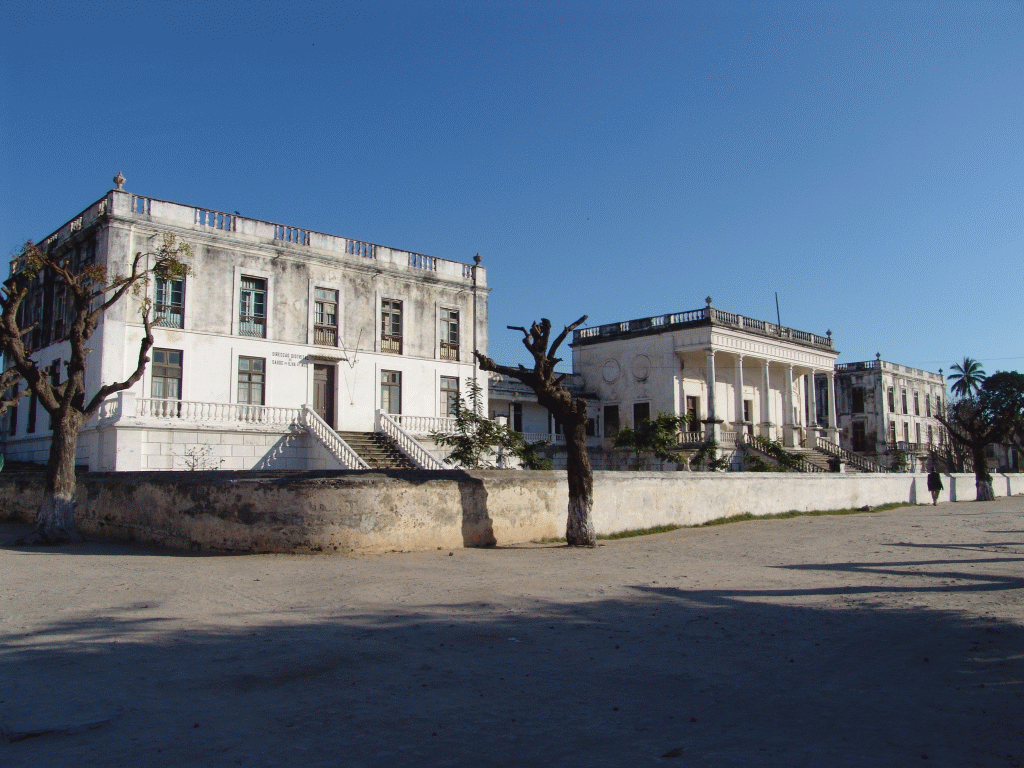
Bệnh viện cũ
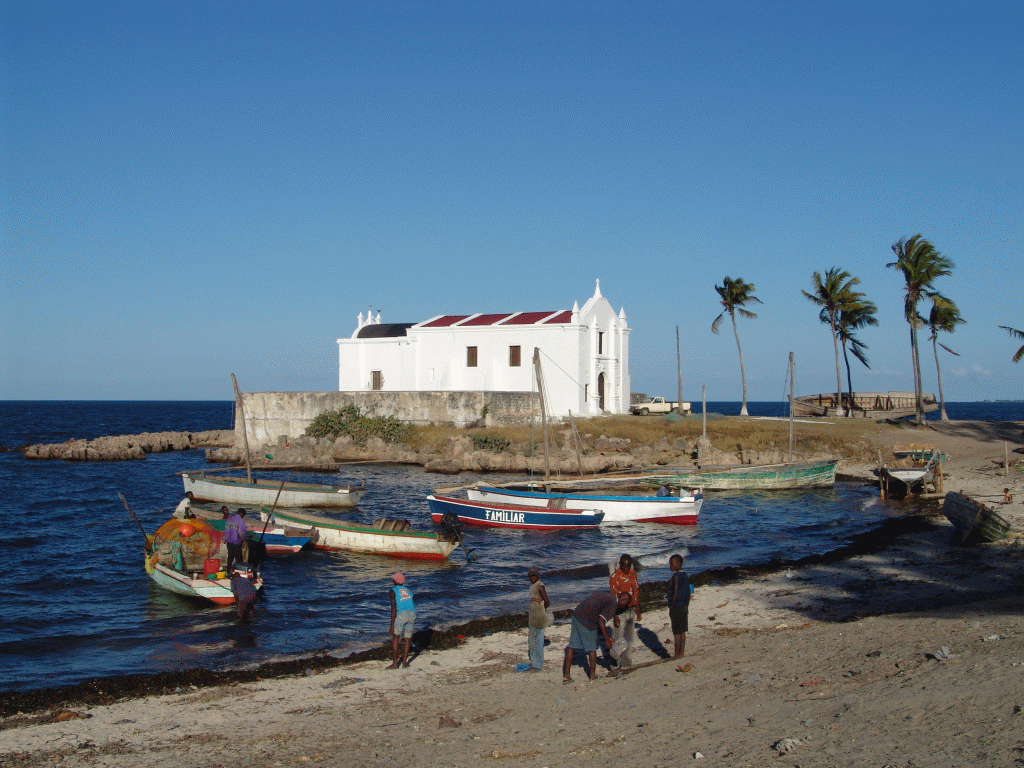
Nhà thờ Santo António
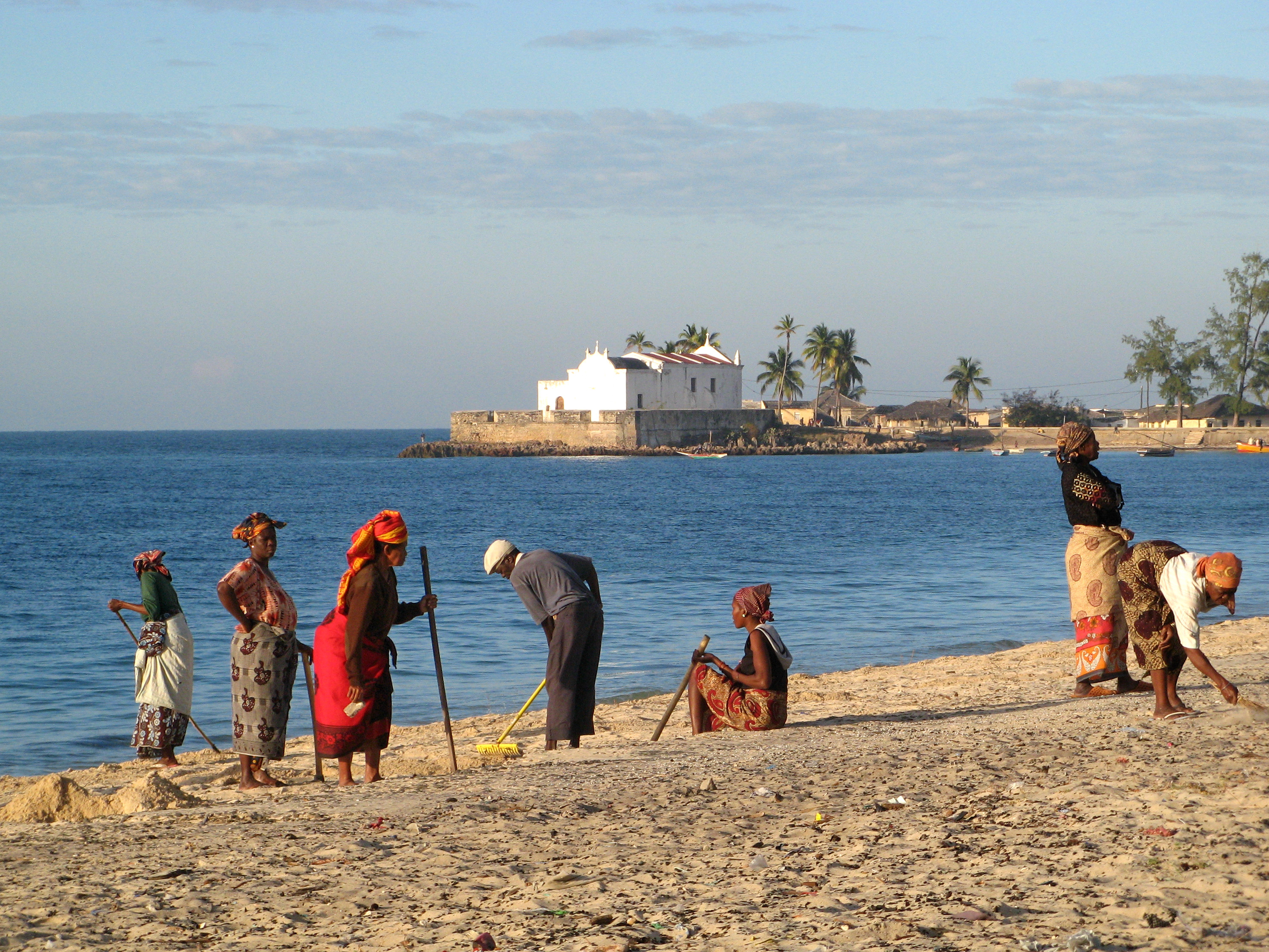
Những người dân đang dọn rác tại bờ biển
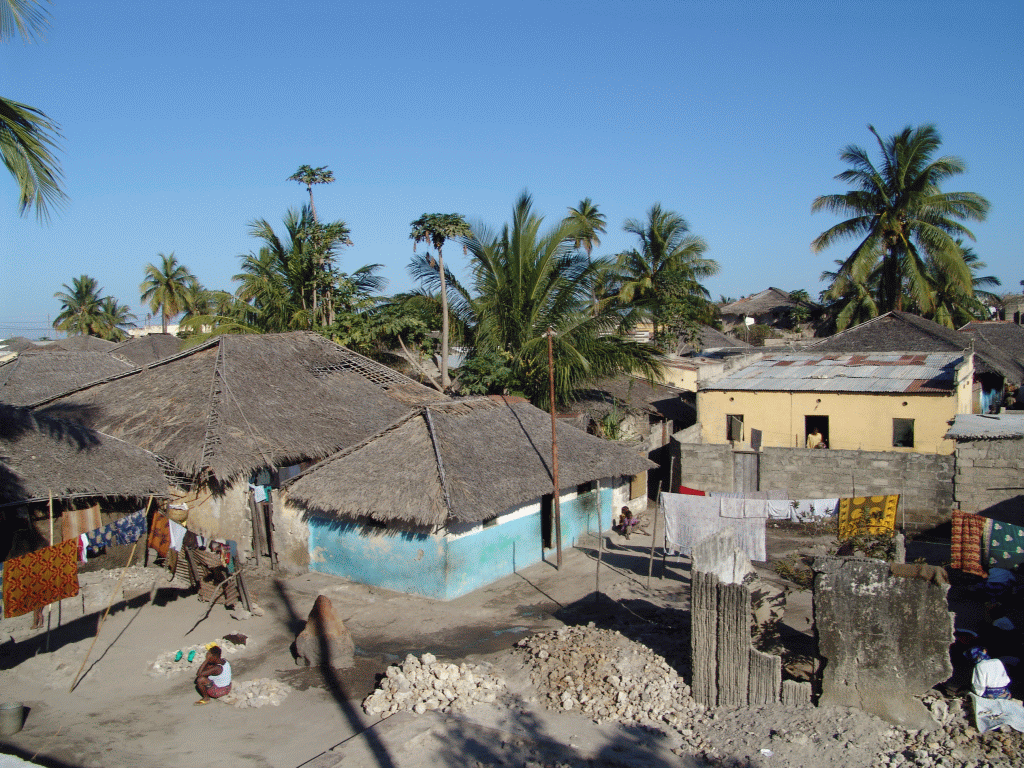
Thị trấn Makuti